# Cheiracanthium punctipedellum
Cheiracanthium punctipedellum is een spinnensoort uit de familie Cheiracanthiidae.
De wetenschappelijke naam van de soort werd in 1949 gepubliceerd door Lodovico di Caporiacco.